# Колт (Арканзас)
Колт (енгл. Colt) град је у америчкој савезној држави Арканзас.

## Демографија
По попису из 2010. године број становника је 378, што је 10 (2,7%) становника више него 2000. године.
| Група             | 2000.       | 2010.       |
| Белци             | 346 (94,0%) | 324 (85,7%) |
| Афроамериканци    | 20 (5,4%)   | 41 (10,8%)  |
| Азијати           | 0 (0,0%)    | 0 (0,0%)    |
| Хиспаноамериканци | 2 (0,5%)    | 3 (0,8%)    |
| Укупно            | 368         | 378         |